# キース・ファン・ウォンデレン
ケース・ファン・ウォンデレン（Kees van Wonderen、1969年1月4日 - ）は、オランダ・ベルヘン出身の元サッカー選手、現サッカー指導者。現役時代のポジションはディフェンダー。2022年よりSCヘーレンフェーンの監督を務める。

## 選手経歴
1991年にプロデビューを果たしたNECナイメヘンを含め、NACブレダ、フェイエノールトと3つのプロクラブでキャリアを送った。特にフェイエノールトでは、1998-99シーズンのエールディヴィジ制覇と2001-02シーズンのUEFAカップ優勝という2つのメジャータイトル獲得を経験し、UEFAカップの決勝では、ボルシア・ドルトムントとの対戦で先発フル出場を果たし、3-2での勝利に貢献した。
フェイエノールト移籍後の1998年10月13日、ガーナ代表との親善試合でオランダ代表デビューを飾った。しかし、当時のオランダ代表にはフランク・デ・ブール、ヤープ・スタムといったセンターバックが絶対的な選手として招集されており、ファン・ウォンデレンはフル代表通算5試合の出場に終わった。

## 指導者経歴
2004年からフェイエノールトのスカウトとして活動し始め、2007年に古巣であるアマチュアクラブのVVベネコムでアシスタントコーチに就任して指導者キャリアをスタートさせた。その後、FCトゥウェンテのアシスタントを経て、2011年からオランダサッカー協会のコーチとしてU-16オランダ代表とU-17オランダ代表の指導者を務めた。
2018年3月、ロナルド・クーマンのアシスタントとしてオランダ代表に加入した。しかし、翌年11月3日、監督として独り立ちしたいという想いから辞任した。
2020年7月、エールステ・ディヴィジに在籍していたゴー・アヘッド・イーグルスの監督に就任した。1シーズ目にクラブをエールディヴィジへと昇格させると、エールディヴィジ1年目はリーグ13位でクラブを見事残留に導いた。
2022年3月21日、2022-23シーズンからSCヘーレンフェーンの監督に就任することが決定した。